# Hugh Antoine d'Arcy
Pour les articles homonymes, voir D'Arcy.
Hugh Antoine d'Arcy (5 mars 1843 - 11 novembre 1925) est un poète, écrivain d'origine française. Il fait partie des pionniers de l'industrie du cinéma américain. Il est essentiellement connu pour ses 1 887 poèmes, dont The Face upon the Floor parfois cité sous le nom de The Face upon the Barroom Floor (en), un conte mettant en scène un peintre qui commence à boire après avoir été quitté par sa bien-aimée pour le blond dont il avait fait le portrait.

## Biographie
Après avoir fait des études à l'université de Ipswitch en Angleterre, Hugh Antoine d'Arcy commence en tant que stagiaire (en) et jeune acteur au Theatre Royal à Bristol. À Londres, il devient ensuite très connu en tant qu'acteur de genre. En 1871, d'Arcy se rend en Amérique où il s'implique dans les affaires de production de la scène et des acteurs comme Mary Anderson, Ada Grey, DeWolf Hopper, Frank Mayo, Robert B. Mantell et James O'Neill.
Keystone adapte, en 1914, le poème The Face upon the Barroom Floor au cinéma avec Charlie Chaplin dans Charlot artiste peintre, puis John Ford le reprend pour son film L'Image aimée en 1923. On y entend de la musique country interprétée par Tex Ritter et Hank Snow. 
D'Arcy épouse la fille de Siegmund Lubin, homme d'affaires américain installé à Philadelphie, et est amené à diriger le département de la publicité de la Lubin Manufacturing Company. Lubin Studios se sert d'ailleurs d'une des histoires que d'Arcy a écrite pour un film réalisé en 1912, Madeline's Christmas.
Hugh Antoine d'Arcy meurt d'une bronchite et de problèmes cardiaques en 1925 à New York.